# Marathon Petroleum

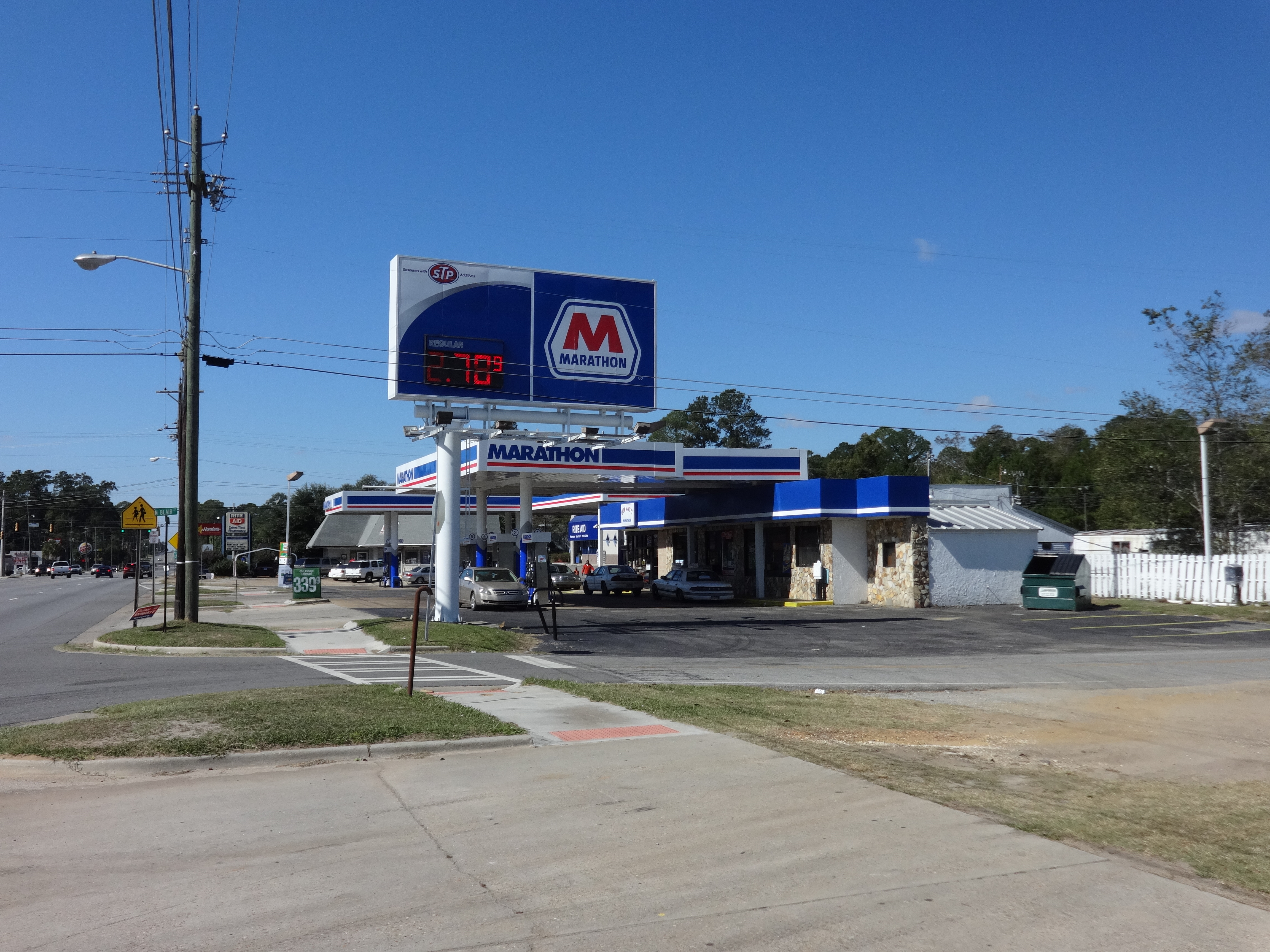
Distributore Marathon

La Marathon Petroleum Corporation è una società statunitense attiva nel campo della raffinazione e del trasporto di petrolio con sede a Findlay in Ohio, presente nella lista S&P 500 e quotata alla NYSE.
La società dalla sua fondazione nel 1998, era una consociata e controllata dalla Marathon Oil fino a quando è stata scorporata nel 2011.
In seguito all'acquisizione della Andeavor avvenuta il 1º ottobre 2018, la Marathon Petroleum è diventata una delle più grandi aziende operante nel settore della raffinazione del petrolio negli Stati Uniti, con 16 raffinerie e oltre 3 milioni di barili al giorno di petrolio raffinato. La Marathon Petroleum si è classificata al 41º posto nella lista Fortune 500 del 2018.